# Roze Landkaart

De Roze Landkaart met de Portugese aanspraken op de gebieden tussen Angola en Mozambique

De Roze Landkaart of Mapa cor-de-rosa is de naam van de landkaart die Portugal gebruikte toen het zijn soevereiniteit wou uitbreiden over het gebied dat het huidige Zambia, Zimbabwe en Malawi omvat en gelegen is tussen Angola en Mozambique. Zo wilde het een reusachtig territorium creëren dat de Atlantische en Indische Oceaan met elkaar verbond. Ze werd in 1886 voorgesteld door de Vereniging voor Geografie van Lissabon, die aanstoot nam aan de plannen om Caïro (Egypte) over land te verbinden met de Kaap (Zuid-Afrika). Ze werd een jaar later gepubliceerd.
Hoewel het idee van de kaart werd toegeschreven aan de toenmalige Minister van Buitenlandse Zaken Henrique de Barros Gomes, heeft die dat steeds ontkend. Tegelijkertijd deed hij zijn uiterste best om expedities op touw te zetten die konden aantonen dat Portugal wel degelijk aanwezig was in de Afrikaanse gebieden die het beweerde te controleren.
De kaart dwarsboomde het Britse plan om een strook van aaneengesloten territoria te creëren van Caïro tot Kaapstad en leidde tot een conflict met Groot-Brittannië. De spanning liep op tot uiteindelijk in 1890 een Brits ultimatum volgde. Portugal krabbelde terug met groot gezichtsverlies tot gevolg voor de monarchie en haar regering.

## Historische context

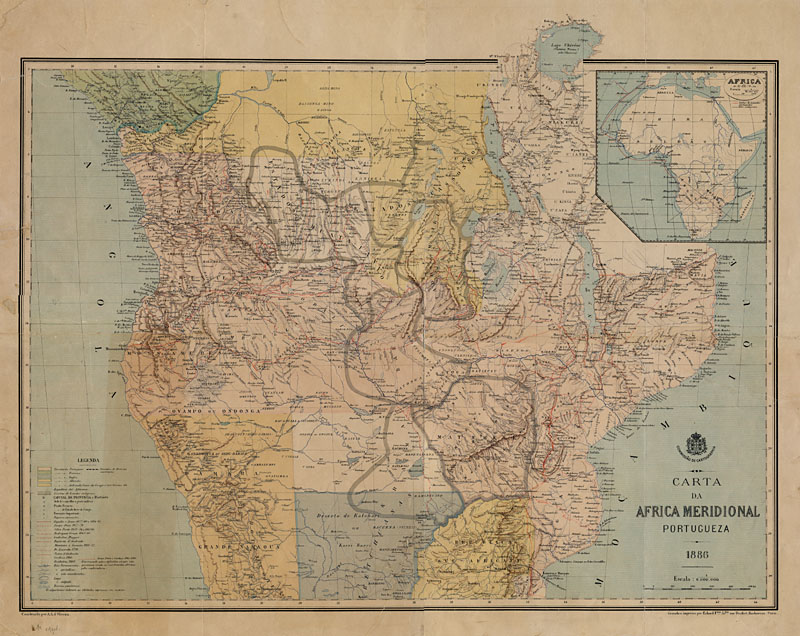
Oorspronkelijke versie van de Roze Landkaart.

Door de toenemende interesse van de Europese mogendheden voor Afrika op het einde van de 19°eeuw, zag Portugal zich verplicht zijn Afrikaanse politiek te herzien, want de groeiende aanwezigheid van Frankrijk, Duitsland en Groot-Brittannië op het continent bedreigde reeds de aloude Portugese hegemonie in de kustgebieden van Angola en Mozambique.
Het zogenaamde historisch recht gaf voorrang aan de eerste Europese bezetter en op basis daarvan eiste Portugal uitgestrekte delen van het Afrikaanse continent op. In de praktijk was Portugal enkel meester over een aantal kleine handelsnederzettingen langs de kusten en piepkleine gebiedjes daarbuiten. Maar na 1870 werd het duidelijk dat het historisch recht alleen niet zou volstaan en dat de Portugese aanwezigheid zou afhangen van de uitbreiding naar het binnenland van de effectief bezette gebieden.
In 1877 zette João de Andrade Corvo een reeks initiatieven op om via ontdekkingsreizen het gebied gelegen tussen Angola en Mozambique beter te leren kennen.Dit leidde tot de beroemde expedities van Hermenegildo Capelo, Roberto Ivens en Serpa Pinto, die onderdeel waren van een nieuwe en destijds weinig aanvaarde Portugese strategie voor het Afrikaanse continent. Het land zou zich niet enkel meer beroepen op de historische rechten op deze gebieden maar nu voorrang geven aan een effectieve bezetting ervan door exploratie en kolonisatie.

## Het ontstaan van de Roze Landkaart
In Portugal overheerste nog de koloniale visie van de 'historische rechten' en de Portugese autoriteiten begonnen aanspraak te maken op steeds grotere gebieden van het Afrikaanse continent. Ze botsten echter op het verzet van de overige Europese mogendheden en de spanningen liepen hoog op toen er aanstalten werden gemaakt voor een effectieve bezetting van die gebieden.
In deze context verdedigde de Sociedade de Geografia de Lisboa (Vereniging voor Geografie van Lissabon) het idee dat er een barrière moest opgeworpen worden tegen het Britse expansionisme dat de soevereiniteit wilde verwerven over een gebied binnen Afrika gaande van Soedan tot de Kaap. De Vereniging organiseerde een permanente intekenactie ter ondersteuning van een net van 'beschavingscentra" (letterlijk:" beschavingsstations") in de Portugese invloedszone binnen het continent. Op een landkaart zag deze zone eruit als een brede strook land van de kust van Angola tot de kust van Mozambique. Zo ontstond de zogenaamde "Mapa Cor-de-Rosa", eerst zonder een officiële dekking.
In 1884 aanvaardde Groot-Brittannië eenzijdig de Portugese aanspraken op het gebied rond de monding van de Congo, maar dat zette de tegenstellingen met de rivaliserende Europese mogendheden op scherp. De internationale Conferentie van Berlijn (1884-1885) werd samengeroepen om de talrijke lopende conflicten op te lossen en om de Afrikaanse invloedszone van elke mogendheid af te bakenen. Dit werd mogelijk door de verstandhouding tussen Frankrijk en Duitsland en een verzoenende opstelling van Groot-Brittannië dat zijn vroegere overeenkomsten met Portugal liet varen. Het resultaat was een verdeling van het continent tussen de Europese mogendheden en een stel van nieuwe regels voor de Wedloop om Afrika.
Portugal was de grote verliezer van de Conferentie van Berlijn. Niet alleen moest het ondergaan dat zijn 'historische rechten' niet meer erkend werden als criterium voor de inlijving van een gebied, maar het was nu ook verplicht vrij scheepvaartverkeer te aanvaarden op de internationale rivieren (in Portugees gebied de Congo, de Zambezi en de Ruvuma). Het verloor ook de controle over de monding van de Congo, waar het enkel de kleine enclave Cabinda behield.
Na de schok van de Conferentie van Berlijn begon het in Portugal door te dringen dat de Afrikaanse bezittingen hoognodig moesten afgebakend worden en in 1885 begonnen de onderhandelingen met Frankrijk en Duitsland om de grenzen van de Portugese gebieden vast te leggen.
Het verdrag met Frankrijk werd getekend in 1886. De eerste officiële versie van de 'Mapa Cor-de-Rosa' werd als bijvoegsel opgenomen in het verdrag, ook al had Frankrijk geen belangen in die gebieden. In het verdrag met Duitsland van 1887 werd de Roze Landkaart opnieuw opgenomen als bijvoegsel nadat ze in de Cortes (parlement) was voorgesteld als de officiële versie van de Portugese gebiedsaanspraken. Maar in het verdrag garandeerde Duitsland nauwelijks dat het geen rechtstreekse aanspraken had in die zone.
Toen Groot-Brittannië hoogte kreeg van de Portugese aanspraken reageerde het onmiddellijk en liet Portugal weten dat de zogezegde Franse en Duitse erkenning van de Roze Landkaart geen enkele waarde had, omdat deze mogendheden nooit belangen gehad hadden in die zone.

Geografie van 1913. De door Groot-Brittannië beheerste gebieden (weergegeven in bruinroze) vormen in het oosten van Afrika een doorlopende strook van Caïro tot De Kaap, slechts onderbroken door Duits-Oost-Afrika.

De Portugese aanspraken waren een obstakel voor een Brits megaproject: het aanleggen van een spoorweg van Kaapstad naar Caïro, van noord naar zuid doorheen Afrika. De spoorweg is er nooit gekomen. Nog afgezien van de enorme moeilijkheden door de omvang van het project en de problemen met klimaat en landschap, waren er dus ook de Portugese weerstand met de Roze Landkaart en daarna het Fashoda-incident dat Frankrijk en Groot-Brittannië tot op de rand van een oorlog bracht.
Aangezien Groot-Brittannië was de supermacht van die tijd was, had de Portugal een Brits akkoord nodig om de grenzen af te bakenen. De regering besloot tijd te winnen alvorens te onderhandelen en liet weten dat haar aanspraken inderdaad overeenkwamen met de Roze Landkaart. Die was intussen wijd verspreid en het voorwerp van diepgewortelde patriottische gevoelens. Toen verscheen ook de benaming Roze Landkaart, omdat de betwiste territoria met roze waterverf werden aangegeven op de kaart die naar het parlement werd gestuurd.
Barros Gomes, die als minister van buitenlandse zaken verantwoordelijk was voor de koloniale politiek, gokte erop dat de effectieve Britse controle over de betwiste gebieden traag op gang zou komen. Hij zette Portugese expedities op touw om de zone te doorkruisen en daarbij verdragen af te sluiten met tientallen autochtone volkeren aldaar. De opzet was geheim, maar de Britse spionage had een informant in het kabinet van Barros Gomes en was dus van bij het begin op de hoogte ervan.
Na de ontknoping als gevolg van het Britse ultimatum van 1890 werd er beweerd dat de Portugese regering in 1888 in haar onderhandelingen met Londen de Roze Landkaart nauwelijks had gebruikt om haar aanspraken hard te maken. Ze zou toen bereid blijken het noorden van Transvaal, in Matabeleland, aan Groot-Brittannië te laten om enkel het het gebied bezuiden het Niassameer (nu Malawimeer) en de hoogvlakte van Manica (nu een westelijke provincie van Mozambique) te behouden. Ze vreesde immers dat het afstaan van die gebieden niet alleen de verbinding van kust tot kust onmogelijk zou maken, maar op de koop toe zou leiden tot vrije scheepvaart op de Zambezi waardoor Mozambique in stukken zou uiteenvallen. 
De Portugese regering zocht steun in Transvaal en Duitsland en probeerde kanselier Bismarck ervan te overtuigen dat het in het belang van de Boeren en van Duitsland was het binnenland van Afrika toe te vertrouwen aan een andere mogendheid om op die manier een belangengemeenschap tot stand te brengen die Groot-Brittannië tot toegevingen zou dwingen.
De Portugese regering voerde een politiek van toenadering tot de Boeren en onttrok de spoorwegmaatschappij van Lourenço Marques (nu Maputo) aan Britse controle door de Engelse eigenaars ervan midden 1889 te onteigenen. In ruil tekende Transvaal kort daarna een douaneakkoord en was het bereid om de grenzen met Mozambique definitief vast te leggen.
Groot-Brittannië beschouwde de onteigening van de spoorlijn alsonrechtvaardig en niet te rechtvaardigenen eiste onmiddellijk, met de steun van de Verenigde Staten, een internationale bemiddeling. Portugal wees die af. Daarop volgde een grote perscampagne tegen Portugal met een gunstig politiek klimaat voor een diplomatieke breuk tot gevolg.
Dit alles leidde tot het Brits ultimatum van 11 januari 1890 dat dreigde met een opzegging van de diplomatieke betrekkingen als Portugal zich niet volledig terugtrok uit de betwiste gebieden. Het geïsoleerde Portugal tekende nog protest aan, maar schikte zich in het onvermijdelijke: de gebieden afstaan en zich terugtrekken. Zo kwam de Roze Landkaart aan haar einde, Portugal achterlatend met een gevoel van nationale vernedering en frustratie dat nog decennialang zou aanslepen. De politicus, bestuurder en publicist Guerra Junqueiro vertolkte dit gevoel in de dichtbundel Finis Patriae. Alfredo Keil schreef onmiddellijk na de aanvaarding van het ultimatum het lied A Portuguesa, dat uitdrukking gaf aan het Portugees nationalisme en in 1910 het volkslied werd.